# Châteaudouble (Var)
Châteaudouble ist eine französische Gemeinde mit 476 Einwohnern (Stand 1. Januar 2022) im Département Var in der Region Provence-Alpes-Côte d’Azur. Sie gehört zum Arrondissement Draguignan und zum Kanton Flayosc. Die Bewohner werden Châteaudoublains und Châteaudoublaines genannt.
Die Gemeinde erhielt 2023 die Auszeichnung „Zwei Blumen“, die vom Conseil national des villes et villages fleuris (CNVVF) im Rahmen des jährlichen Wettbewerbs der blumengeschmückten Städte und Dörfer verliehen wird.

## Geografie
Châteaudouble liegt in der Provence, etwa sieben Kilometer nördlich von Draguignan, oberhalb des Gorges de Châteaudouble, der von der Nartuby durchströmt wird. Nachbargemeinden sind Aiguines und Trigance im Norden, Comps-sur-Artuby im Nordosten, Montferrat im Osten, Figanières im Südosten, Draguignan im Süden und Ampus im Westen.

## Bevölkerungsentwicklung
| 1962 | 1968 | 1975 | 1982 | 1990 | 1999 | 2006 | 2013 | 2020 |
| ---- | ---- | ---- | ---- | ---- | ---- | ---- | ---- | ---- |
| 247  | 238  | 194  | 271  | 322  | 381  | 476  | 447  | 479  |

## Sehenswürdigkeiten
- Ruine des sogenannten Sarazenenturms aus dem 12. Jahrhundert, seit 1973 als Monument historique eingeschrieben
- Kirche Notre-Dame-de-l’Annonciation
- Schloss Berlier in Rebouillon

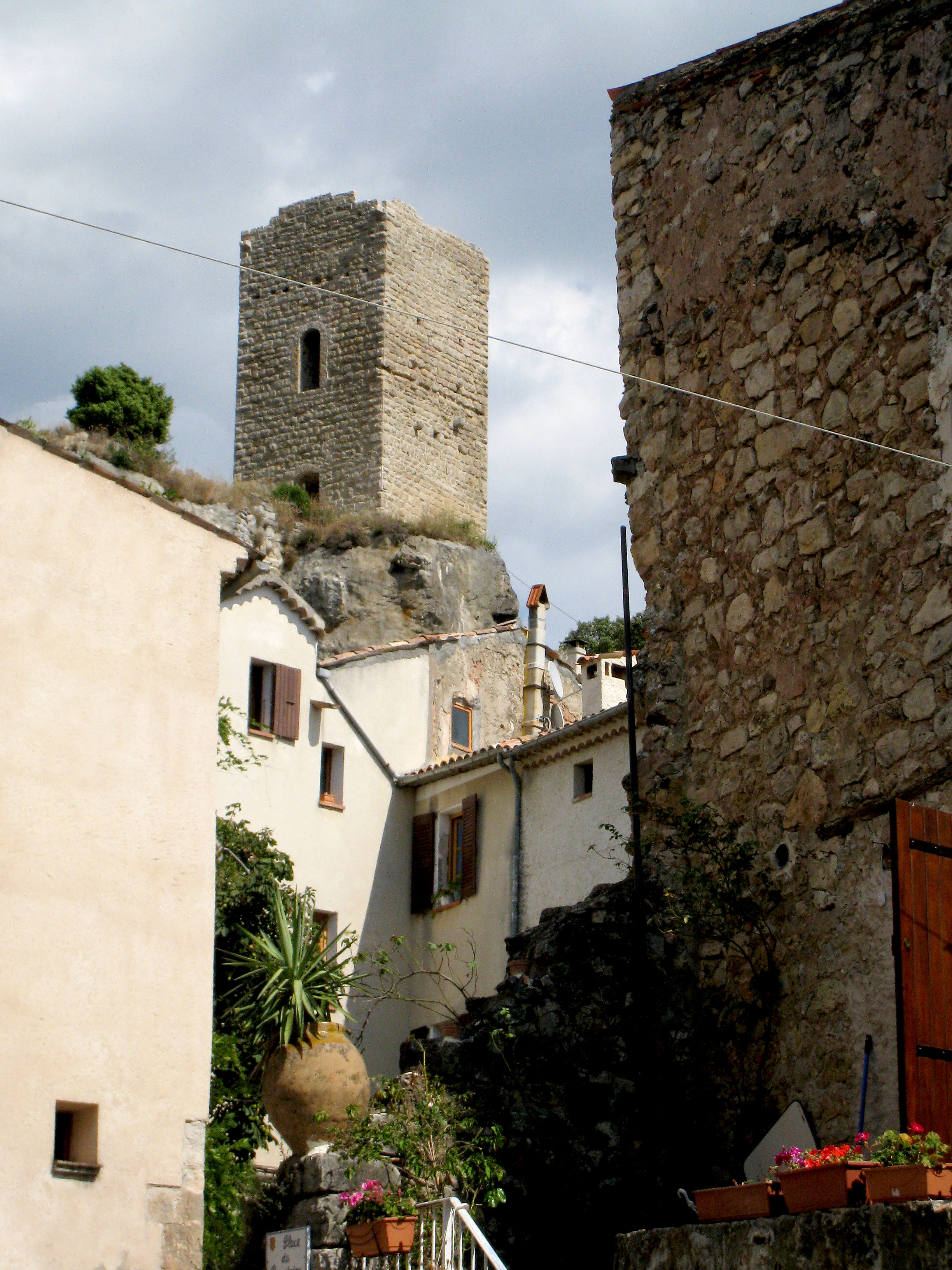
Sarazenenturm
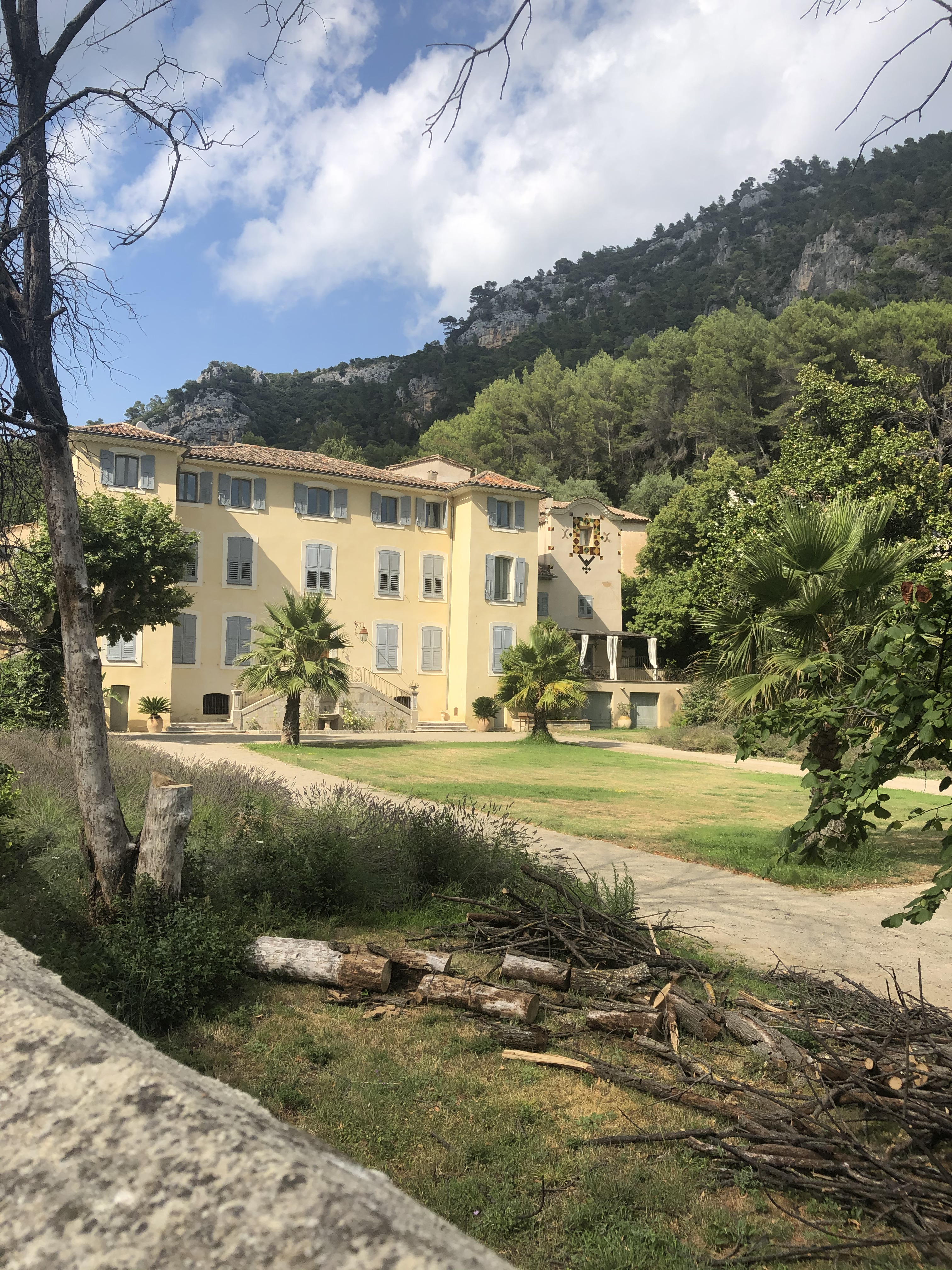
Schloss Berlier